# محوطه علی شیخ (ب)
محوطه علی شیخ (ب) مربوط به دوران پیش از تاریخ ایران باستان است و در شهرستان خوی، بخش مرکزی، روستای علی شیخ واقع شده و این اثر در تاریخ ۱۰ خرداد ۱۳۸۲ با شمارهٔ ثبت ۸۷۵۷ به‌عنوان یکی از آثار ملی ایران به ثبت رسیده است.